# Junkers Flugzeug- und Motorenwerke

„Der fliegende Mensch“, das 1924 von F. P. Drömmer entworfene Logo der Junkers-Flugzeugwerke

Die Junkers Flugzeug- und Motorenwerke AG (JFM) mit Sitz in Dessau entstand 1936 während der Zeit des Nationalsozialismus aus der Verschmelzung von Junkers-Motorenbau GmbH und Junkers-Flugzeugwerk AG. Sie waren Hersteller einer Vielzahl von Motoren- und Flugzeugtypen und damit einer der bedeutendsten Rüstungskonzerne des Deutschen Reiches vor und während des Zweiten Weltkriegs.
2015 wurden die Junkers-Flugzeugwerke im schweizerischen Dübendorf nahe Zürich wiedergegründet, um erneut Flugzeuge im historischen Junkers-Design zu bauen.

## Vorgeschichte

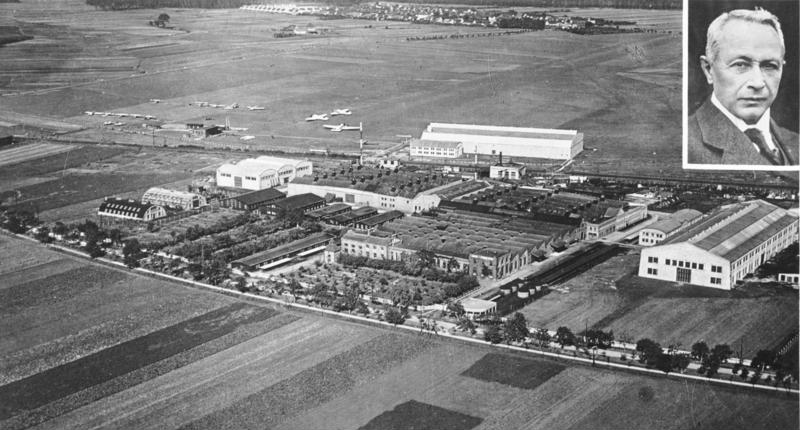
Die Junkers-Werke in Dessau 1928

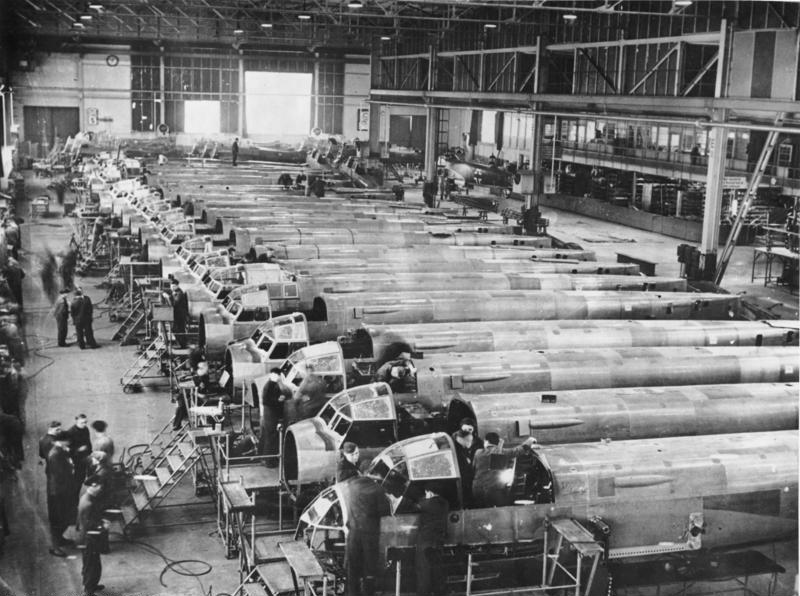
Junkers-Werk Aschersleben: Serienbau von Ju-88-Rümpfen

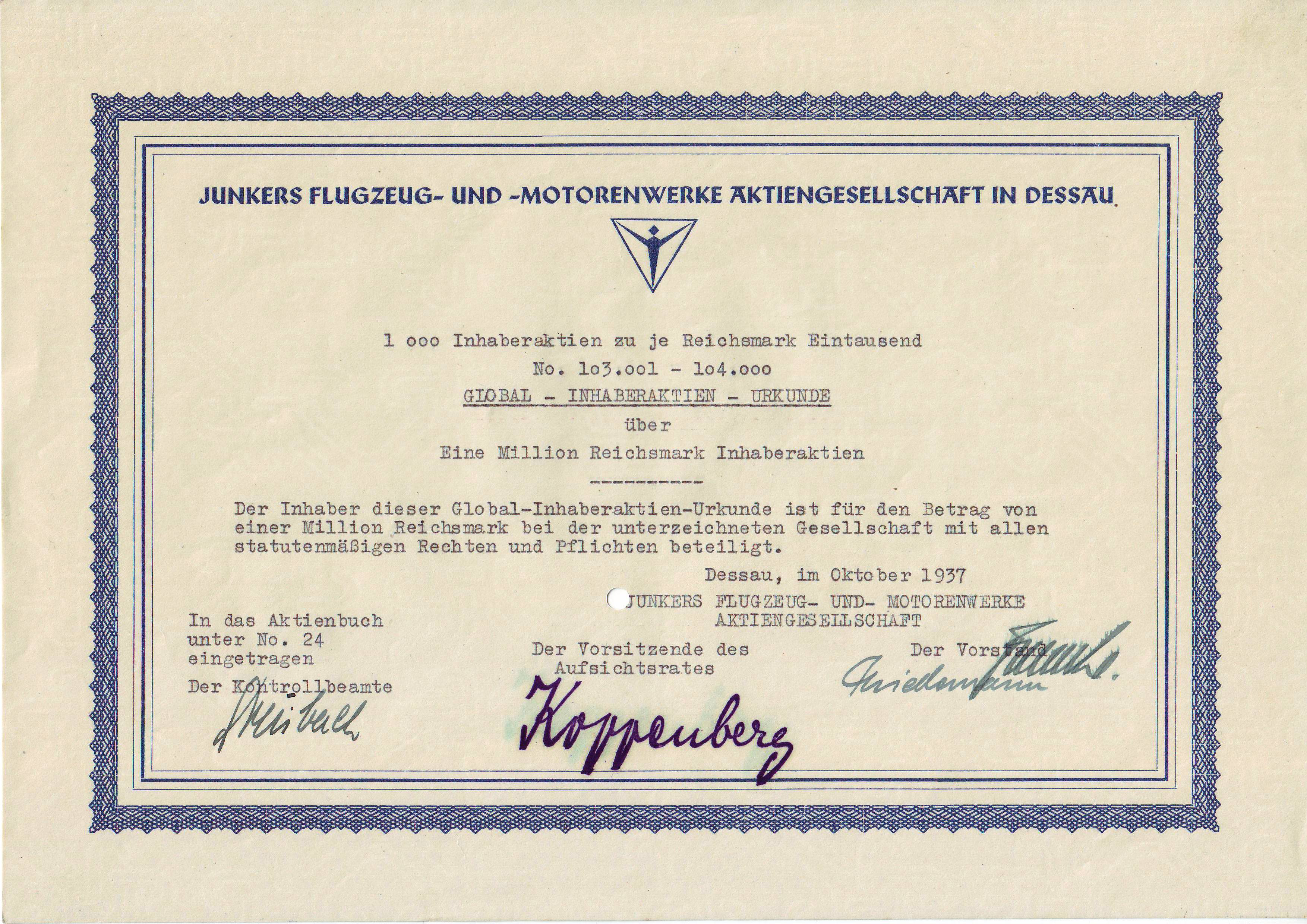
Global-Inhaberaktien-Urkunde über 1.000.000 Reichsmark der Junkers Flugzeug- und -Motorenwerke AG vom Oktober 1937

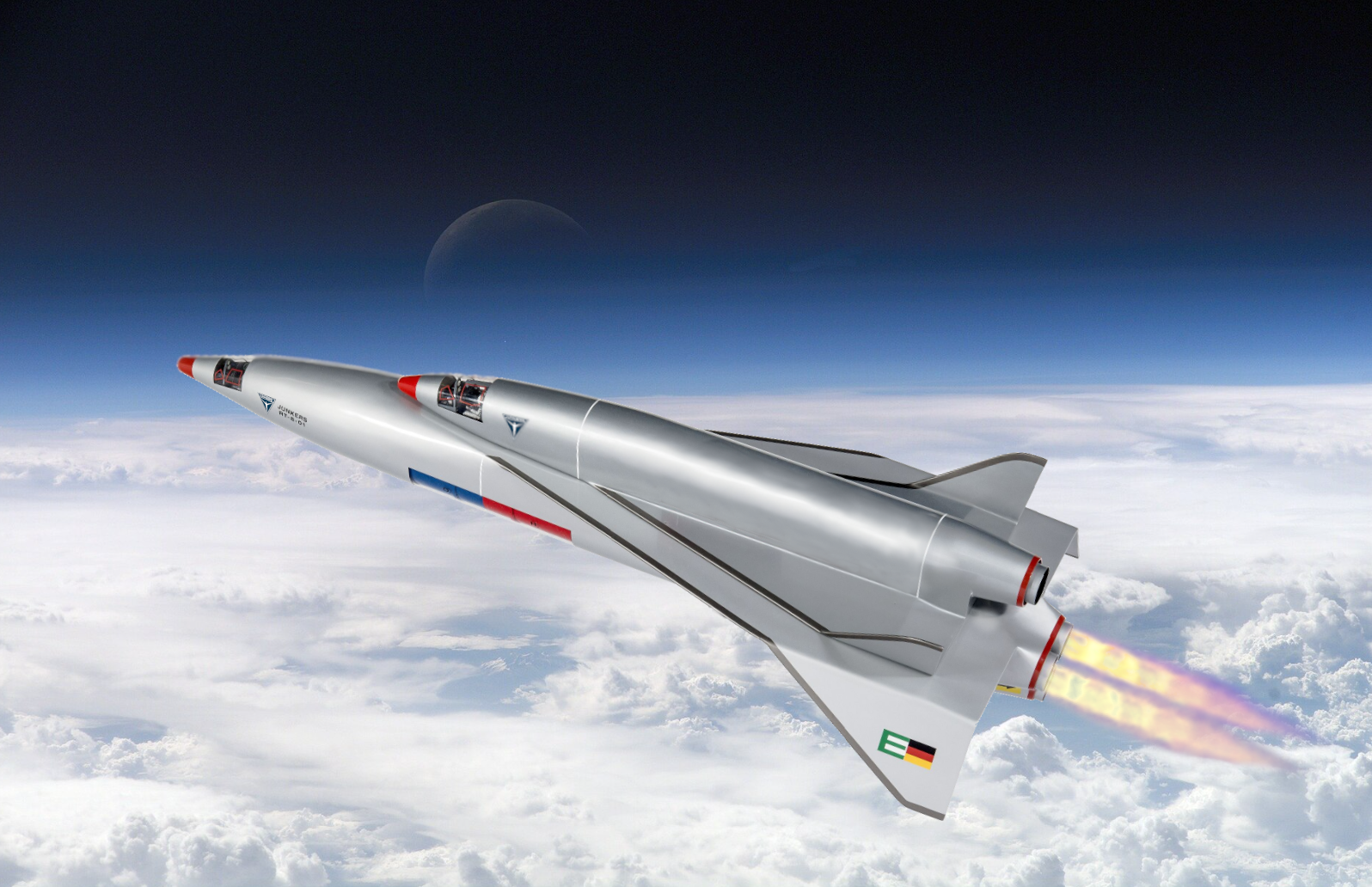
Raumflugzeug Junkers RT-8-01 Modellstudie von 1961 nach Eugen Sänger

Die in der Junkers-Motorenbau und dem Junkers-Flugzeugwerk hergestellten Motoren und Flugzeuge genossen national und international einen ausgezeichneten Ruf, gleichzeitig galt ihr alleiniger Eigentümer Hugo Junkers den NS-Machthabern als politisch unzuverlässig. Junkers wurde daher 1933 gezwungen, seine privat gehaltenen Patente auf die Unternehmen zu überschreiben und 51 % seiner Anteile an das Reichsluftfahrtministerium entschädigungslos abzugeben. Gleichzeitig bekam Junkers Hausverbot in seinen Werken und wurde in seinem Sommersitz in Bayrischzell unter Hausarrest gestellt und lebte dort wie im Exil, selbst seinen Sohn durfte er nur mit Genehmigung sehen. Nach Junkers’ Tod 1935 überließ seine Witwe und Erbin Therese Junkers die restlichen Anteile gegen eine Zahlung von ca. 30 Millionen RM ebenfalls dem Luftfahrtministerium.
Unter der Führung des neuen Junkers-Generaldirektors Heinrich Koppenberg wurden beide Unternehmen am 5. Juli 1936 zur Junkers Flugzeug- und Motorenwerke AG fusioniert.

## Standorte

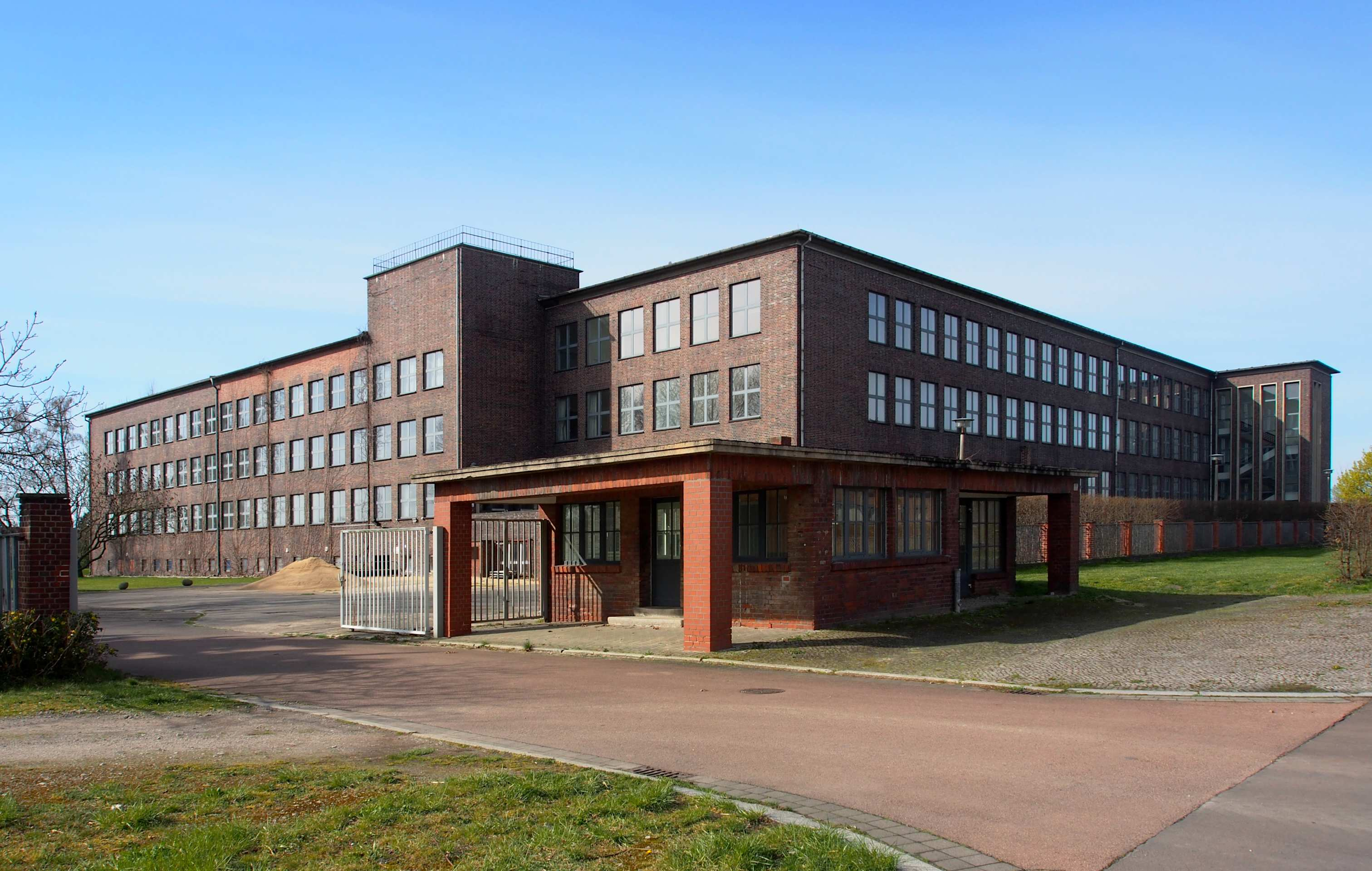
Ein Werkstor in Dessau

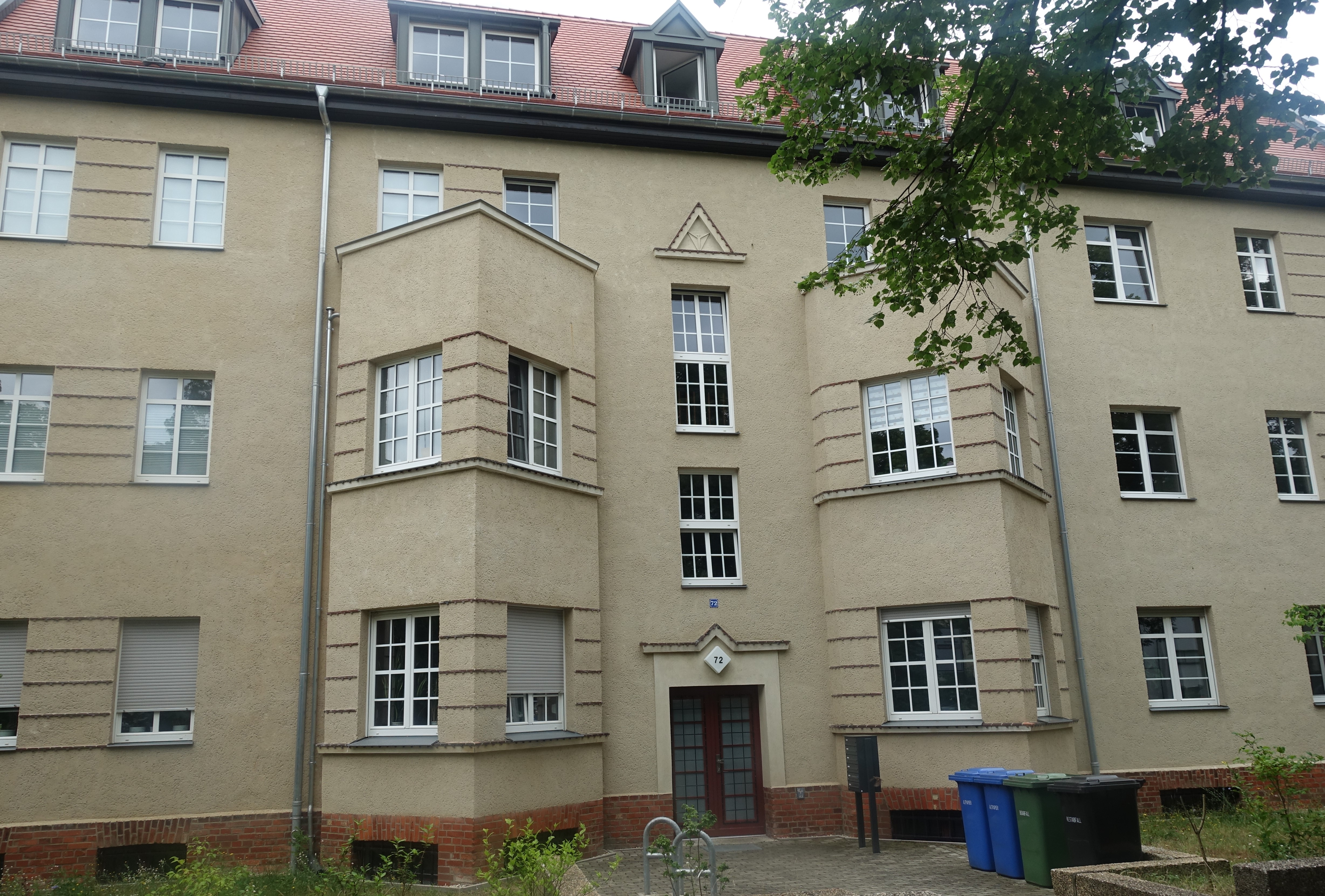
Werkswohnungen von 1924/25 der Junkers-Werke in Dessau

Neben dem Stammwerk in Dessau, das in der Spitze bis etwa 40.000 Menschen beschäftigte, betrieben die JFM Fabrikstätten in Halle/S., Gräfenhainichen und Jüterbog. In der Folgezeit wurden weitere Zweigwerke eröffnet (Jahr der Fertigstellung in Klammern):
Aschersleben (Mai 1935), Bad Langensalza, Bernburg-Strenzfeld (Werk Bernburg, Oktober 1937), Halberstadt (März 1935), Kassel-Bettenhausen (MWK, Motorenbau Werk Kassel, August 1940), Köthen (MZK, Motorenbau-Zweigwerk Köthen, April 1935), Leopoldshall (März 1935), Magdeburg-Neue Neustadt (MZM, Motorenbau-Zweigwerk Magdeburg), Merseburg, Muldenstein (Muldenwerke AG), Schönebeck (Elbe), Zittau (Zittwerke AG, März 1944).
Während des Krieges kamen unterirdische Standorte dazu, wie die Heimkehle und KZ Dora-Mittelbau. Im Laufe des Krieges wurden viele Zwangsarbeiter, darunter sogenannte Ostarbeiter und KZ-Häftlinge beschäftigt, unter zum Teil unmenschlichen Bedingungen. Darunter befanden sich ab 1944 auch belarussische Jugendliche, die in der „Heuaktion“ verschleppt worden waren.
Die Konstruktionsabteilung mit etwa 80 Mitarbeitern wurde im Krieg von Dessau nach Gernrode ins Haus Hagental ausgelagert. Nach Hinweisen aus dem Werk Dora stellten die Amerikaner bei Kriegsende, kurz vor dem Eintreffen der Sowjetarmee, dort tonnenweise Konstruktionsunterlagen sicher. Der letzte Junkers-Generaldirektor Leo S. Rothe (* 1900, ab 1941 Nachfolger von Heinrich Koppenberg), erlebte die Überrollung in Ballenstedt im Harz, stellte sich den Amerikanern und wurde von diesen im Lager Oberursel bei Frankfurt für sechs Wochen interniert und dann entlassen. Er wurde 1955 zum ersten Präsidenten des Bundesverbands der Deutschen Luftfahrtindustrie, war später Vorstand der Messerschmitt AG und verstarb am 11. September 1975 in Bad Nauheim.

## Produkte
Neben zu militärischen Zwecken umkonstruierten, schon vorher produzierten Flugzeugtypen wie der Ju 52 wurde eine Reihe von Kampfflugzeugen wie die Ju 87 („Stuka“), die Ju 88 sowie Flugzeugteile und Motoren unter der Marke Junkers Jumo hergestellt. Ab 1937 folgte die Entwicklung des ersten serienreifen Strahltriebwerks Jumo 004, welches später u. a. in der Messerschmitt Me 262 verwendet wurde.
Im Zweiten Weltkrieg zählten die Jumo 213 und Jumo 222 zu den besten Hochleistungstriebwerken.

## Nachkriegsentwicklung
Die JFM verlegten ihren Sitz 1951 nach München, um die auf dem Gebiet der Bundesrepublik Deutschland gelegenen Betriebsvermögen und Grundstücke zu verwalten. Anfang der 1970er Jahre gingen die JFM im Daimler-Benz-Konzern auf.

### Neugründung
2015 wurde die Junkers Flugzeugwerke AG mit Genehmigung der Junkers-Erben im schweizerischen Dübendorf wiedergegründet mit dem Ziel, historische Junkers-Flugzeuge in Kleinserie nachzubauen bzw. alte Flugzeuge zu warten und flugfähig zu halten. Die ersten Nachbau-Modelle betreffen die Junkers F 13 und die A 50. Firmensitz ist inzwischen Widnau im Kanton Sankt-Gallen.